# Spinelli-Gruppe

Logo der Spinelli-Gruppe

Die Spinelli-Gruppe (englisch Spinelli Group) ist eine am 15. September 2010 gegründete Initiative von Mitgliedern des Europäischen Parlaments, die sich für den europäischen Föderalismus einsetzen. Zu ihren Zielen gehört es unter anderem, im Europäischen Parlament fraktionenübergreifende Mehrheiten für föderalistische Vorschläge zu erzielen sowie über das Parlament hinaus ein proeuropäisches Netzwerk aufzubauen. Die Gruppe ist nach Altiero Spinelli (1907–1986) benannt, einem kommunistischen Politiker und Vordenker der europäischen Integration.
Zu den Gründern zählten insbesondere Guy Verhofstadt, der ehemalige Vorsitzende der liberalen Fraktion ALDE, sowie Daniel Cohn-Bendit, einer der ehemaligen Vorsitzenden der Fraktion Grüne/EFA. Die Spinelli-Gruppe wird außerdem von der Union Europäischer Föderalisten (UEF) unterstützt.

## Organisation
Den Kern der Gruppe bildet die Steering Group, die sich aus 33 Mitgliedern zusammensetzt, die teilweise Mitglieder des Europäischen Parlaments sind, teilweise sich in anderer Weise als Politiker oder Intellektuelle für den europäischen Föderalismus einsetzen. Eines der Gründungsmitglieder, Tommaso Padoa-Schioppa, verstarb Ende 2010.
Innerhalb des Europäischen Parlaments bildet die Gruppe die sogenannte MEP Spinelli Group, die alle Europaabgeordneten umfasst, die sich dem Online-Manifest angeschlossen haben. Derzeit sind dies rund 100 Abgeordnete. Außerhalb des Europäischen Parlaments existiert schließlich die Spinelli Network Group, die alle anderen Bürger umfasst, die das Online-Manifest der Initiative unterzeichnet haben und die jährlich zum Europatag zu einem Treffen in Brüssel zusammenkommen. Derzeit umfasst dieses Netzwerk etwas über 2000 Personen (Stand: März 2011).
Die folgende Tabelle listet die Mitglieder der Steering Group auf:
| Mitglied              | Herkunftsland            | Europapartei | Tätigkeit (Stand: 2010) |
| --------------------- | ------------------------ | ------------ | --- |
| Jacques Delors        | Frankreich               | SPE          | ehemaliger Präsident der Europäischen Kommission, Präsident des Think Tanks Notre Europe                                                                                          |
| Mario Monti           | Italien                  |              | ehemaliges Mitglied der Europäischen Kommission und ehemaliger italienischer Ministerpräsident                                                                                    |
| Joschka Fischer       | Deutschland              | EGP          | ehemaliger deutscher Außenminister |
| Pat Cox               | Irland                   | ELDR         | ehemaliger Präsident des Europäischen Parlaments, ehemaliger Präsident der Europäischen Bewegung International                                                                    |
| Róża Thun             | Polen                    | EVP          | Mitglied des Europäischen Parlaments |
| Kalypso Nicolaidis    | Griechenland, Frankreich |              | Leiterin des European Studies Centre an der Universität Oxford |
| Danuta Hübner         | Polen                    | EVP          | Mitglied des Europäischen Parlaments |
| Gesine Schwan         | Deutschland              | SPE          | Präsidentin der Berlin Governance Platform |
| Elie Barnavi          | Israel                   |              | Historiker und Publizist, ehemaliger Botschafter Israels in Frankreich |
| Jean-Marc Ferry       | Frankreich               |              | Philosoph (Université Libre de Bruxelles) |
| Ulrich Beck †         | Deutschland              |              | Soziologe (London School of Economics and Political Science) |
| Amartya Sen           | Indien                   |              | Ökonom und Wirtschaftsphilosoph, Wirtschaftsnobelpreisträger 1998 |
| Andrew Duff           | Vereinigtes Königreich   | ELDR         | Mitglied des Europäischen Parlaments, Präsident der Union Europäischer Föderalisten                                                                                               |
| Elmar Brok            | Deutschland              | EVP          | Mitglied des Europäischen Parlaments |
| Tibor Dessewfy        | Ungarn                   |              | Soziologe (Loránd-Eötvös-Universität), Politikberater |
| Sandro Gozi           | Italien                  | SPE          | Mitglied des Europäischen Parlaments (Fraktion Fraktion der Progressiven Allianz der Sozialdemokraten im Europäischen Parlament), Vizepräsident des Movimento Federalista Europeo |
| Pawel Swieboda        | Polen                    |              | Publizist und Politikberater |
| Kurt Vandenberghe     | Belgien                  |              | Beamter der Europäischen Kommission |
| Gaëtane Ricard-Nihoul | Belgien                  |              | Politikberaterin, Generalsekretärin von Notre Europe |
| Anna Triandafyllidou  | Griechenland             |              | Soziologin (Europäisches Hochschulinstitut) |
| Diogo Pinto           | Portugal                 |              | Generalsekretär der Europäischen Bewegung International |
| Heather Grabbe        | Vereinigtes Königreich   |              | Politikberaterin, Leiterin des Open Society Institute in Brüssel |
| Imola Streho          | Ungarn                   |              | Rechtswissenschaftlerin (Sciences Po) |
| Alina-Roxana Girbea   | Rumänien                 |              | Publizistin |
| Guy Verhofstadt       | Belgien                  | ELDR         | Mitglied des Europäischen Parlaments, ALDE-Fraktionsvorsitzender |
| Daniel Cohn-Bendit    | Frankreich, Deutschland  | EGP          | Mitglied des Europäischen Parlaments, Grüne/EFA-Fraktionsvorsitzender |
| Sylvie Goulard        | Frankreich               | EDP          | Mitglied des Europäischen Parlaments, Präsidentin der Europäischen Bewegung Frankreich                                                                                            |
| Isabelle Durant       | Belgien                  | EGP          | Vizepräsidentin des Europäischen Parlaments |
| Sergio Cofferati      | Italien                  | SPE          | Mitglied des Europäischen Parlaments (Fraktion Fraktion der Progressiven Allianz der Sozialdemokraten im Europäischen Parlament)                                                  |
| Koert Debeuf          | Belgien                  | ELDR         | Kabinettschef von Guy Verhofstadt |
| Edouard Gaudot        | Frankreich               | EGP          | Berater der Fraktion Grüne/EFA im Europäischen Parlament |
| Guillaume McLaughlin  | Vereinigtes Königreich   | ELDR         | Berater der Fraktion ALDE im Europäischen Parlament |
| Mychelle Rieu         | Frankreich               | EGP          | Mitarbeiterin der Fraktion Grüne/EFA im Europäischen Parlament |

## Positionen
In einem auf der Homepage der Initiative veröffentlichten Manifest ruft die Spinelli-Gruppe zu einer engeren europäischen Integration auf, da Nationalismus und Intergouvernementalismus in einer globalisierten Welt nur zu politischer Ohnmacht führten. Sie kritisiert die vorgeblich gegenwärtige Tendenz, in der Nationalstaaten vermehrt ihre eigenen Interessen vor diejenigen der Europäischen Union als Ganzes setzten, und fordert ein „föderales und postnationales Europa, ein Europa der Bürger“.
Im Einzelnen lehnt die Spinelli-Gruppe etwa in den Budgetverhandlungen über den mehrjährigen Finanzrahmen der EU für den Zeitraum 2013–2020 die von verschiedenen Mitgliedstaaten vorgeschlagene Absenkung des EU-Haushalts ab. Sie setzt sich für eine bessere europäische Wirtschaftsregierung sowie für die Einführung transnationaler Listen bei Europawahlen ein.

## Aktionsweise
Innerhalb des Parlaments versucht die Gruppe, bei wichtigen Abstimmungen Mehrheiten für föderalistische Positionen zu organisieren. Außerdem nimmt sie über schriftliche Erklärungen des Europäischen Parlaments Einfluss auf Entscheidungen anderer Organe der Europäischen Union. Zudem organisiert die Spinelli-Gruppe ein jährlich am Europatag stattfindendes Treffen aller Unterzeichner des Online-Manifests sowie weitere Tagungen und Podiumsdiskussionen zu europäischen Themen. Jeweils vor den Gipfeln des Europäischen Rates findet der sogenannte „Schatten-Rat“ statt, bei dem Mitglieder föderalistische Positionen zu den auf dem Gipfel verhandelten Themen präsentieren.

## Altiero Spinelli
Die Gruppe ist in verschiedener Hinsicht durch ihren Namensgeber Altiero Spinelli, einen der Vordenker der europäischen Integration und Gründer der Union Europäischer Föderalisten, beeinflusst. So hat die Form als fraktionenübergreifende Organisation innerhalb des Europäischen Parlaments einen Vorläufer in einer Initiative Spinellis, der am 9. Juli 1980 eine ähnliche Organisation, den Krokodilsclub gründete, um Unterstützer für sein Projekt eines Verfassungsvertrags für die Europäische Union zu sammeln.
Auch das Manifest nimmt durch ein Zitat auf Spinellis 1941 verfasstes Manifest von Ventotene Bezug, in dem dieser erstmals die Gründung eines europäischen Bundesstaates gefordert hatte. Das während des Zweiten Weltkriegs im Gefängnis verfasste damalige Manifest war jedoch antifaschistisch motiviert; Spinelli und sein Co-Autor Ernesto Rossi sprachen sich vor diesem Hintergrund – im Widerspruch zur späteren Verfasstheit der EU und der Zielsetzung der Spinelli-Gruppe – für ein revolutionäres, sozialistisches Europa aus: „Die europäische Revolution muss sozialistisch sein, um unseren Bedürfnissen gerecht zu werden; sie muss sich für die Emanzipation der Arbeiterklasse und die Schaffung menschlicherer Lebensbedingungen einsetzen“. Auch weisen Spinelli und Rossi im Manifest von Ventotene auf den „Militarismus“ hin, welcher „den reaktionären Kräften der privilegierten Klassen“ diene, während die heutige Europäische Union der weltweit größte Produzent und Exporteur von Kriegswaffen ist.
Zwei der Gründungsmitglieder sind familiär mit Altiero Spinelli verbunden: Tommaso Padoa-Schioppa war der Lebensgefährte von Spinellis Tochter Barbara Spinelli, Amartya Sen war mit Spinellis Stieftochter Eva Colorni verheiratet.